# Ludwig Conrad von Schweinitz
Ludwig Conrad von Schweinitz (geb. 8. Juni 1688 in Kotzenau; gest. 20. Juni 1772) war ein preußischer Landrat.

## Leben
Ludwig Conrad von Schweinitz war der Sohn des Ludwig von Schweinitz (1657–1735), Erbherr auf Klein-Krichen, Musternick und Arnsdorf und dessen Ehefrau Maria Sabina, geb. von Bock und Polach (1661–1699). Ludwig Conrad von Schweinitz wurde 1742 zum ersten Landrat des Kreises Lüben ernannt. Das Amt übte er bis zu dem von ihm gewünschten Abschied am 31. Oktober 1754 aus.

## Persönliches
Ludwig Conrad von Schweinitz heiratete im Mai 1714 Anna Maria, geb. von Sack (1694–1760). Ein gemeinsamer Sohn, Hans Ludwig von Schweinitz (1723–1786), war Capitain im Dragoner-Regiment von Stechow. Ein Gesuch von Ludwig Conrad, mit der Bitte um Demisson aus gesundheitlichen Gründen für seinen Sohn, hatte Friedrich II. von Preußen am 27. Februar 1756 abgelehnt. Wie der König hatte verlautbaren lassen, „könnten die gesundheitlichen Zufälle so gefährlich nicht sein“.